# Carex willdenowii
Carex willdenowii är en halvgräsart som beskrevs av Carl Ludwig von Willdenow. Carex willdenowii ingår i släktet starrar, och familjen halvgräs. Inga underarter finns listade i Catalogue of Life.